# Maximilian Felzmann
Maximilian Felzmann född 22 april 1894 i Zwittau (cz. Svitavy)  i Mähren ca 80 km väster om Olomouc död 8 juli 1962 i Zürich. Österrikisk-tysk militär. Felzmann överfördes till den tyska armén 15 mars 1938, befordrades till generalmajor i juni 1943 och till general i artilleriet i januari 1945. Han erhöll Riddarkorset av järnkorset med eklöv i november 1944.

## Befäl
- 251. artilleriregementet augusti 1939  – december 1942
- 251. Infanterie-Division mars - november 1943
- Korps-Abteilung E november 1943 – augusti 1944
- (tf) XXXXVI. Panzerkorps augusti – oktober 1944
- XXVII. Armeekorps oktober 1944 – april 1945
- Wehrkreis V i Stuttgart april – maj 1945

Felzmann var i amerikansk krigsfångenskap maj 1945 – juni 1947.